# Jamel Aït Ben Idir
Jamel Aït Ben Idir (Mont-Saint-Aignan, 10 januari 1984) is een Marokkaans-Frans voetballer die bij voorkeur als middenvelder speelt. Hij debuteerde in 2014 in het Marokkaans voetbalelftal.

## Carrière
Ben Idir werd in het seizoen 2007-2008 met Le Havre kampioen in de Ligue 2 en promoveerde daarmee naar de Ligue 1.